# Otto von Frank
Otto von Frank (13. března 1854 Nymburk – 17. prosince 1916 Vídeň) byl rakousko-uherský generál. V c. k. armádě sloužil původně jako nižší důstojník u dělostřelectva, později působil jako pedagog na Válečné škole a uplatnil se v oboru vojenské kartografie. V letech 1901–1916 byl ředitelem Vojenského zeměpisného ústavu (K.u.k. Militärgeographisches Institut). V armádě dosáhl hodnosti polního zbrojmistra (1913) a krátce před smrtí byl povýšen do šlechtického stavu.

## Životopis

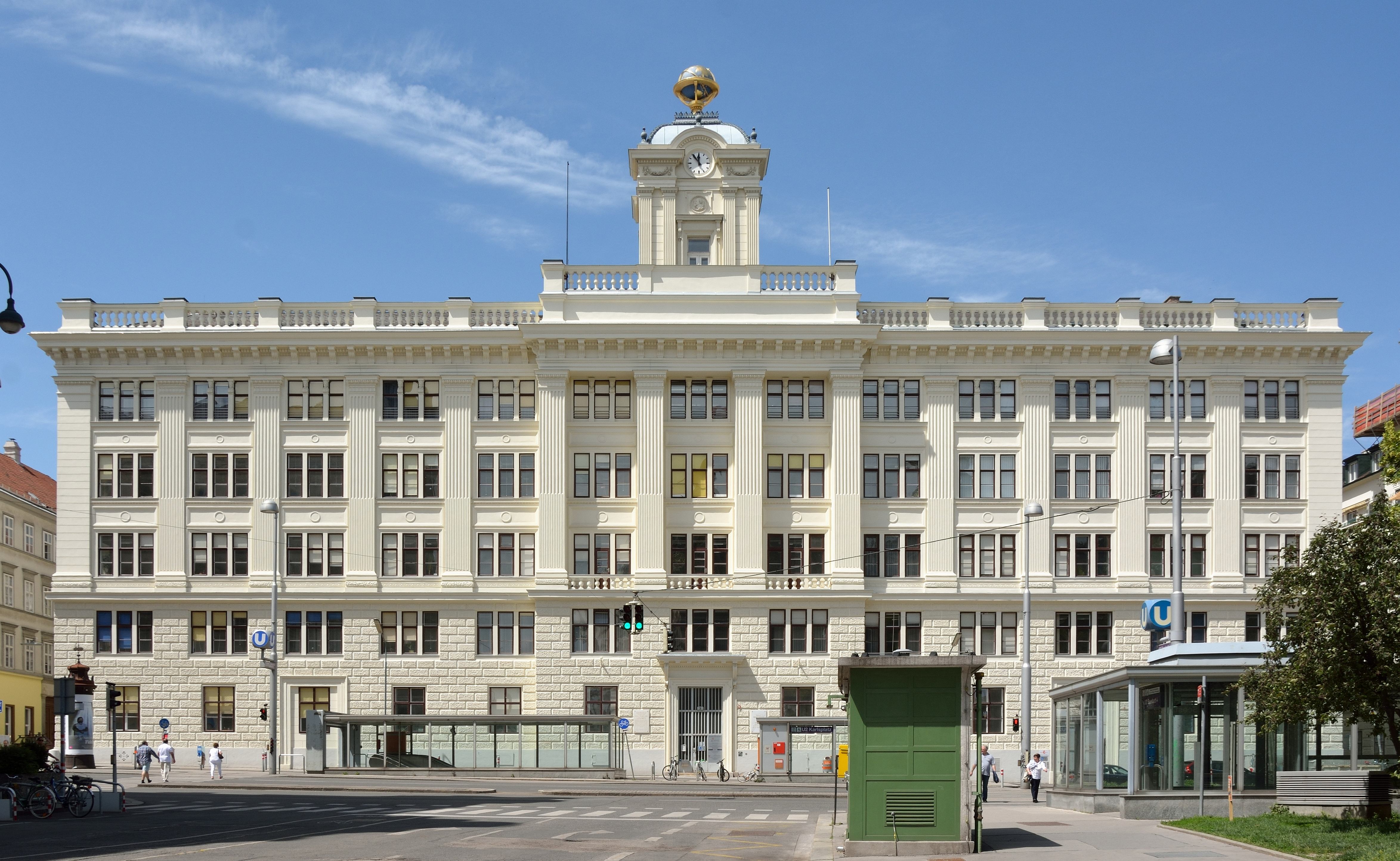
Budova bývalého C. k. Vojenského zeměpisného ústavu ve Vídni

Pocházel z rodiny nymburského lékaře Josefa Franka a jeho manželky Anny, rozené Müllerové. Základní vzdělání získal v rodném Nymburku, poté absolvoval vojenskou průpravu na kadetních školách v Hranicích a ve Vídni (1869–1876). Do armády vstoupil v roce 1876 jako poručík k 9. pluku polního dělostřelectva ve Vídni. V letech 1879–1881 si doplnil vzdělání v kurzu pro důstojníky dělostřelectva a v roce 1881 byl povýšen na nadporučíka. Poté vystřídal službu u dělostřeleckých jednotek ve Štýrském Hradci, Stolaci a znovu ve Vídni. V roce 1885 byl povýšen na kapitána a přidělen ke kartografickému oddělení na generálním štábu, později se podílel na mapovém zpracování Tyrolska nebo Sedmihradska. V roce 1891 získal hodnost majora a pět let působil jako pedagog na Válečné škole (K.u.k. Kriegsschule) ve Vídni, kde vyučoval vojenskou geografii (1891–1895). Mezitím byl v roce 1894 povýšen na podplukovníka a v letech 1895–1897 byl zástupcem velitele 8. dělostřeleckého pluku v Radkersburgu. V roce 1897 byl povýšen na plukovníka a následující tři roky strávil jako velitel 18. dělostřeleckého pluku v Prešově.
V roce 1901 byl povolán do Vídně, kde byl pověřen provizorním řízením Vojenského zeměpisného ústavu (K.u.k. Militärgeographisches Institut) a v roce 1903 byl oficiálně jmenován jeho ředitelem. Činnost Vojenského zeměpisného ústavu byla v té době na vysoké úrovni a především díky zpracování vojenských map dosáhla uznání i v zahraničí. Ústav byl původně podřízen generálnímu štábu, v roce 1913 byl převeden pod ministerstvo války. Otto Frank zůstal jeho ředitelem až do své smrti a mezitím dále postupoval v hodnostech. Byl povýšen na generálmajora (1903), polního podmaršála (1907) a nakonec dosáhl hodnosti titulárního polního zbrojmistra (1913).
Zemřel ve Vídni 17. prosince 1916 a byl pohřben na vídeňském Centrálním hřbitově.

## Tituly a ocenění
Dne 11. prosince 1916 byl císařem Karlem I. povýšen do šlechtického stavu (titul Edler von Frank). Protože ale zemřel o několik dní později, příslušný majestát byl vyhotoven až v následujícím roce 1917 a obdržel jej vdova Luisa, rozená Steinhausenová. Byl čestným členem C. k. zeměpisné společnosti. Během vojenské služby obdržel řadu vyznamenání v Rakousku-Uhersku, jako dlouholetý ředitel Vojenského zeměpisného ústavu obdržel několik ocenění i v zahraničí.

### Rakousko-Uhersko
- Vojenský záslužný kříž III. třídy (1895)
- Jubilejní pamětní medaile (1898)
- Služební odznak pro důstojníky III. třídy (1901)
- Řád železné koruny III. třídy (1902)
- Vojenský jubilejní kříž (1908)
- rytířský kříž Leopoldova řádu (1909)
- Služební odznak pro důstojníky (1911)
- Řád železné koruny II. třídy s válečnou dekorací (1915)
- Řád železné koruny I. třídy s válečnou dekorací (1916)

### Zahraničí
- komandér Řádu sv. Olafa (1902, Norsko)
- Řád sv. Stanislava II. třídy (1904, Rusko)
- velkokříž Řádu Spasitele (1908, Řecko)
- velkokříž Řádu italské koruny (1910, Itálie)
- velkokříž Řádu Albrechtova (1911, Sasko)
- Řád vycházejícího slunce II. třídy (1913, Japonsko)
- velkokříž Řádu meče (1914, Švédsko)
- Řád červené orlice I. třídy (1915, Německo)